# 程颂万
程颂万(1865～1932年)，字鹿川，号石巢，晚号十髮居士，湖南宁乡人，著名演员程之祖父、文学家程千帆叔祖父。 清末民初人,1899年4月--1902年10月自强学堂（今武汉大学前身）提调。

## 简历
- 任湖北通判时被张之洞、张百熙所倚重，于光绪二十三年(1897年)，创办私立湖北中西通艺学堂。
- 1899年由湖北自强学堂总稽察升任为学堂提调，兼管湖北洋务局学堂所。
- 后曾任湖北高等学堂督学、晋候补道员，宣统三年任岳麓高等学堂监督，后寓居上海。

## 著作
《石巢诗集》、《程典》、《十发庵丛书九种》、《十发庵集字楹帖》、《十发庵类稿》、《鹿川文集》等。